# NGC 3195
NGC 3195 أو ك 109 في علم الفلك هو سديم كوكبي ويرى في اتجاه كوكبة الحرباء. وهذا السديم هو أشد السدم الكوكبية لمعانا في نصف الكرة السماوية الجنوبي، ولا يظهر للمشاهد الموجود في شمال الكرة الأرضية.
اكتشفة جون هيرشل في عام 1835 ، وتبلغ شدة لمعانه 6و11 قدر ظاهري. شكل هذا السديم الكوكبي بيضوي، وتبلغ مقاييسه 40×35 ثانية قوسية. يمكن مشاهدته لشدة لمعانه بتلسكوب بسيط ذو عدسة أمامية بقطر 5و10 سنتيمتر .
يبين التحليل الطيفي لـ إن جي سي 3195 أنه يتحرك في اتجاه الأرض بسرعة 17 كيلومتر في الثانية ، بينما يتوسع حجم الغيمة الضبابية سرعة تبلغ نحو 40 كيلومتر في الثانية. النجم الموجود في وسطه مسجل بقدر 16.1B . وقد قام ستيفان جيمس أوميرا برصده بواسطة تلسكوب 20 بوصة . يبلغ بعده عن الأرض نحو 1700 فرسخ فلكي.

## اقرأ أيضا
- سديم المشتري
- سديم عين القط
- منطقة هيدروجين II
- كتالوج كالدويل
- سديم الوردة
- سديم الحلقة الجنوبي